# Provenchères-et-Colroy
Pour les articles homonymes, voir Provenchères et Colroy.
Provenchères-et-Colroy est, depuis le 1er janvier 2016, une commune nouvelle française située dans les Vosges en région Grand Est. Elle est issue du regroupement des deux communes de Provenchères-sur-Fave et Colroy-la-Grande. Son chef-lieu est fixé à Provenchères-sur-Fave.

## Géographie
Comme son nom actuel l'indique, la commune est située à gauche de la rivière de la Fave, un affluent droit de la Meurthe qui localement se grossit des ruisseaux de Saint-Catherine, de la Petite-Fosse et de la Goutte.

### Situation
Les sommets voisins sont relativement éloignés et leurs buttes sommitales de grès triasiques, couvertes de résineux, se détachent particulièrement bien à l'horizon : la montagne Ormont culmine plus à l'ouest à 900 m d'altitude au Sapin Sec mais laisse une pointe avancée, le Spitzemberg à 640 m qui a autrefois porté un château d'observation, contrôlant la vallée, la même bande de terrains gréseux a laissé plus loin la borne isolée du Voyemont à 793 m et le petit plateau surélevé du Climont à 965 m vers le nord-est. Toutefois le territoire communal qui s'étend entre des collines prolongeant le Spitzemberg et la vallée de la Fave ne culmine qu'à 651 mètres d'altitude, au-dessus du hameau des Truches près du vieux chemin rejoignant le vieux pèlerinage de la Grande Fosse.
Traversée par la RN 420, le village de Provenchères-et-Colroy est distant de 16 km de Saint-Dié-des-Vosges et de 78 km de Strasbourg par le col de Saales. Le canton est inclus en totalité dans le parc régional des Ballons.
La population se répartit entre le village de Provenchères-et-Colroy et les hameaux dont Brafosse, le Houssot...

### Hydrographie et les eaux souterraines
Hydrogéologie et climatologie : Système d’information pour la gestion des eaux souterraines du bassin Rhin-Meuse :
Territoire communal : Occupation du sol (Corinne Land Cover); Cours d'eau (BD Carthage),
Géologie : Carte géologique; Coupes géologiques et techniques,
 Hydrogéologie : Masses d'eau souterraine; BD Lisa; Cartes piézométriques.
La commune est située dans le bassin versant du Rhin au sein du bassin Rhin-Meuse. Elle est drainée par la Fave, le ruisseau de Dirangoutte, le ruisseau de la Petite Fosse, le ruisseau de Ste-Catherine et le ruisseau du Chinet,.
La Fave, d'une longueur totale de 22,2 km, prend sa source dans la commune de Lubine et se jette dans la Meurthe à Saint-Dié-des-Vosges, après avoir traversé onze communes.

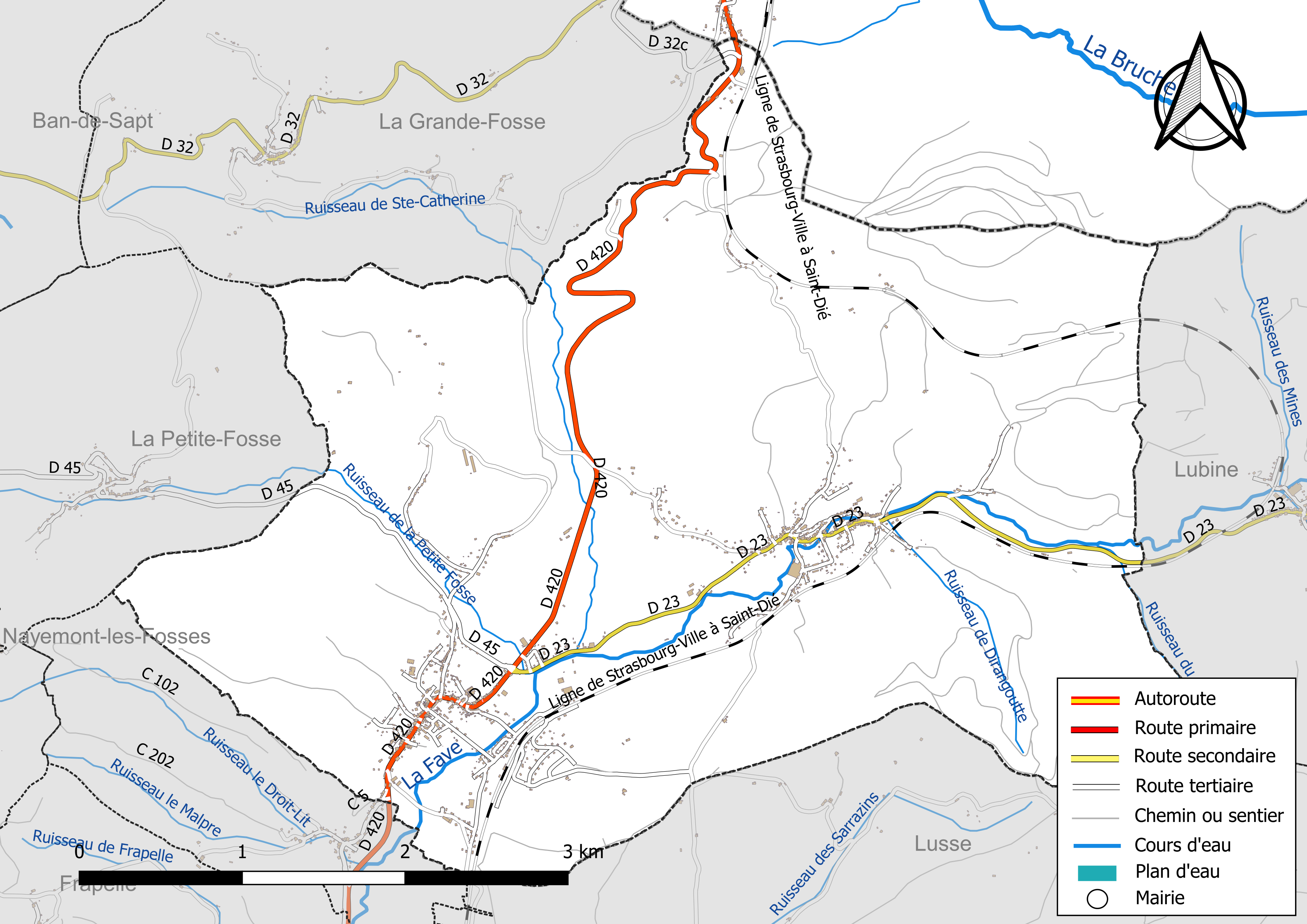
Réseaux hydrographique et routier de Provenchères-et-Colroy.

La qualité des eaux de baignade et des cours d’eau peut être consultée sur un site dédié géré par les agences de l’eau et l’Agence française pour la biodiversité.

### Climat
Pour des articles plus généraux, voir Climat du Grand Est et Climat des Vosges.
En 2010, le climat de la commune est de type climat de montagne, selon une étude du Centre national de la recherche scientifique s'appuyant sur une série de données couvrant la période 1971-2000. En 2020, Météo-France publie une typologie des climats de la France métropolitaine dans laquelle la commune est exposée à un climat semi-continental et est dans la région climatique  Vosges, caractérisée par une pluviométrie très élevée (1 500 à 2 000 mm/an) en toutes saisons et un hiver rude (moins de 1 °C). 
Pour la période 1971-2000, la température annuelle moyenne est de 9,3 °C, avec une amplitude thermique annuelle de 17 °C. Le cumul annuel moyen de précipitations est de 1 163 mm, avec 12 jours de précipitations en janvier et 10,8 jours en juillet. Pour la période 1991-2020, la température moyenne annuelle observée sur la station météorologique de Météo-France la plus proche, « Ban-de-Sapt », sur la commune de Ban-de-Sapt à 6 km à vol d'oiseau, est de 10,3 °C et le cumul annuel moyen de précipitations est de 1 027,3 mm. 
La température maximale relevée sur cette station est de 36,9 °C, atteinte le 7 août 2015 ; la température minimale est de −17 °C, atteinte le 19 décembre 2009,,. 
Les paramètres climatiques de la commune ont été estimés pour le milieu du siècle (2041-2070) selon différents scénarios d'émission de gaz à effet de serre à partir des nouvelles projections climatiques de référence DRIAS-2020. Ils sont consultables sur un site dédié publié par Météo-France en novembre 2022.

## Urbanisme

### Typologie
Au 1er janvier 2024, Provenchères-et-Colroy est catégorisée commune rurale à habitat dispersé, selon la nouvelle grille communale de densité à sept niveaux définie par l'Insee en 2022.
Elle est située hors unité urbaine. Par ailleurs la commune fait partie de l'aire d'attraction de Saint-Dié-des-Vosges, dont elle est une commune de la couronne,. Cette aire, qui regroupe 47 communes, est catégorisée dans les aires de 50 000 à moins de 200 000 habitants,.

## Toponymie
Provenchères est attesté sous les formes De Provincheriis (XIe siècle) ; Provencheres (1171) ; Bannum de Provoncheres (1172) ; Hodebaldus de Provuncheres (1180) ; Provencheres (1220) ; Hugo, miles, dictus de Provenchieres (1254) ; De Provencheriis (1295) ; Provenchiers (1301) ; Provencheires (1327) ; Pieresson de Prevenchierez (1359) ; By Profenzier (1396) ; Prouvenchieres (1438) ; Provenchiere (1485) ; Provanchiere (1518) ; Provenchieres (1594) ; Provenchere (1751) ; Provencheres-en-Vôge (1779) ; Provincheres (an II) ; Provenchères-en-Vosges (XIXe siècle).

Avec le suffixe -ère, de l’ancien français provanche (« provision, pourvoyance ») avec le sens de « terre prébendière, qui fournit une provende ». Peut-être de l'adjectif neutre du latin, au pluriel, propinquiora « les environs immédiats », traité comme propincarias (terras). Une hypothèse gauloise propose une localisation par rapport à un système d'irrigation, permettant l'aménagement de prairies humides. c'est-à-dire des parcelles de prairies humides, signalant un ensemble de canaux et de vannes, de barrages (passes barrées) et de « mères-royes » (rigoles maîtresses), permettant de gérer l'écoulement de l'eau d'irrigation ou d'inondation vers les « hières » ou parcelles de prairies humides selon les saisons. Les paysans de la vallée de la Fave mentionnaient souvent le vaste aménagement de la Fave, commençant au barrage du pont noir à Provenchères et se terminant entre Remomeix et Sainte-Marguerite.

Provenchères-sur-Fave, peut être identifiée au « Pervincaria » dans le latin des grimoires du XIIIe siècle. Les anciens toponymes prévancher, prévanchères, pervencher, pervanchère(s), provenchère(s)... qualifiant un bois ou un champ, un habitat groupé ou isolé, un village ou un lieu-dit, fréquents dans la France du Nord et de l'Est, seraient issus de ce terme complexe, signalant l'aménagement d'un système d'irrigation en aval, en conséquence défendu à la divagation des troupeaux et aux hommes étrangers à son fonctionnement. Toutefois, dans un cadre gallo-romain, une dénomination comme pervinca pourrait signaler un rétrécissement, une passe plus ou moins étroite, à travers laquelle l'air souffle, l'eau coule ou le voyageur passe. Il est évident que l'aménagement de prairies d'irrigation ne peut se faire dans une vallée trop étroite, par ailleurs bien adaptée à l'installation de barrage avec prises d'eaux, permettant des amenées vers la vallée plus large en contrebas.

Avec l,attraction de l,oil pervenche, l'étymologie du village de Provenchères pourrait être issu du latin pervinca qui signifie le « lieu où croissent des pervenches ».
Colroy est attesté sous les formes H. de Courai (1172) ; Courroye (1224) ; Courroie (1224) ; Corroy (1284) ; Corroi (1284) ; Ban de Courroi (XIIIe siècle) ; Li bans de Coiroi (XIIIe siècle) ; Colroi (1360) ; Corrois (1390) ; De Colreto (1408) ; Colroy (1491) ; ? Courval, Couras (1656) ; Colrey (XVIIe siècle) ; Collis regia (1768) ; Colroy la Grande (1793) ; La Grande Fave, cy-devant Colroy (an III) ; Colroy la Grande, dit la Grande Fave (an IV) ; La Grande Fave, cy devant Colroy la Grande (an IV) ; Colroy la Grande (an V).
On évoque Colroy-la-Grande au XVIIIe siècle : Collis regia en 1768, Colroy-la-Grande en 1793 et La Grande-Fave et de La Rochette sous la Révolution[réf. nécessaire].
Coryl-etus > Colir-etus  « lieu où abondent les coudriers (ensemble de noisetiers) ».

## Histoire
Commune nouvelle française issue du regroupement des deux communes de Provenchères-sur-Fave et Colroy-la-Grande.

### Création
Sa création a été officialisée par l'arrêté no 1505/2015 du 31 décembre 2015.

## Politique et administration
| Nom                           | Code Insee | Intercommunalité          | Superficie (km2) | Population (dernière pop. légale) | Densité (hab./km2) |
| ----------------------------- | ---------- | ------------------------- | ---------------- | --------------------------------- | ------------------ |
| Provenchères-sur-Fave (siège) | 88361      | CC Fave, Meurthe, Galilée | 7,27             | 890 (2013)                        | 122                |
| Colroy-la-Grande              | 88112      | CC Fave, Meurthe, Galilée | 11,86            | 535 (2013)                        | 45                 |

### Budget et fiscalité 2022

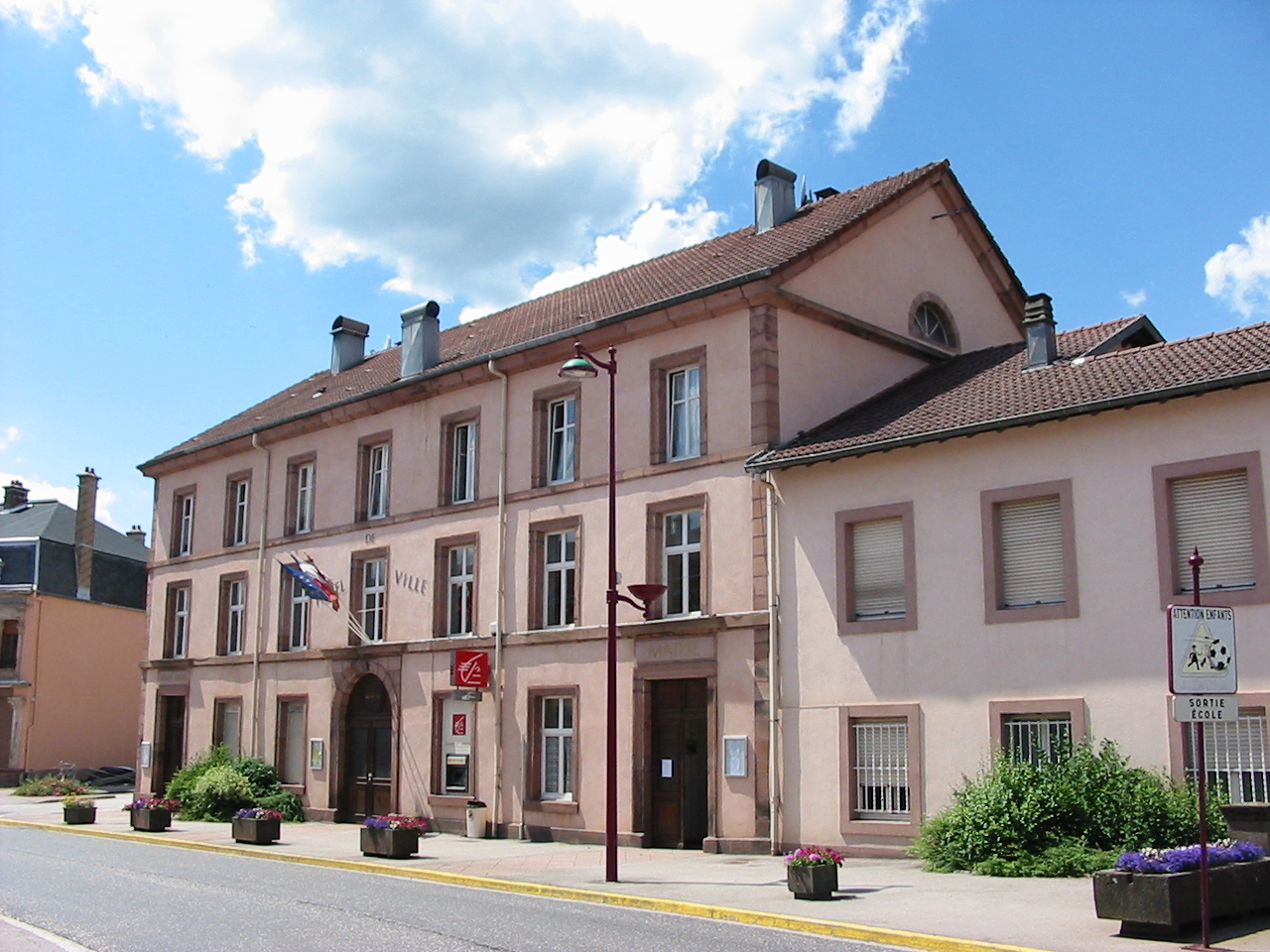
La mairie de Provenchères-sur-Fave.

En 2022, le budget de la commune était constitué ainsi :
- total des produits de fonctionnement : 1 477 000 €, soit 1 013 € par habitant ;
- total des charges de fonctionnement : 1 088 000 €, soit 743 € par habitant ;
- total des ressources d'investissement : 347 000 €, soit 238 € par habitant ;
- total des emplois d'investissement : 179 000 €, soit 123 € par habitant ;
- endettement : 46 000 €, soit 32 € par habitant.

Avec les taux de fiscalité suivants :
- taxe d'habitation : 19,57 % ;
- taxe foncière sur les propriétés bâties : 35,86 % ;
- taxe foncière sur les propriétés non bâties : 12,49 % ;
- taxe additionnelle à la taxe foncière sur les propriétés non bâties : 0,00 % ;
- cotisation foncière des entreprises : 0,00 %.

Chiffres clés Revenus et pauvreté des ménages en 2021 : médiane en 2021 du revenu disponible, par unité de consommation : 21 280 €.

## Économie

### Entreprises et commerces

#### Agriculture
- Sylviculture et autres activités forestières.
- Culture de la vigne.
- Reproduction de plantes.
- Culture de légumes, de melons, de racines et de tubercules.
- Élevage de vaches laitières.
- Élevage d'autres bovins et de buffles.

#### Tourisme
- Hébergements et restauration à Provenchères-sur-Fave, Saales, Grandrupt, Denipaire, Belval, Senones.

#### Commerces
- Commerces et services de proximité.

## Culture locale et patrimoine

### Lieux et monuments

#### Patrimoine religieux
- Église Sainte-Catherine[21].
- Chapelle Saint Gondelbert[22].
- Église Saint-Jean-Baptiste[23].
- Chapelle Saint-Sébastien[24].

Autres types de patrimoines
- Bornes frontalières de l'Ancien Régime marquant la frontière du duché de Lorraine avec la France et la principauté de Salm[25].
- Bornes frontalières du Traité de Versailles[26].
- Château et maisons fortes[27].
- Ponts : Pont dit pont de la Bonne-Fontaine[28] et pont dit Pont noir[29].
- L'architecture liée à la force hydraulique[30].

### Personnalités liées à la commune
Provenchères-sur-Fave : 
- Jean-Pierre Henry, ecclésiastique[31].

Colroy-la-Grande :
- Eugène Petitcolin, aide d'anatomie, mouleur[32] ;
- Maurice Lemaire, ministre, député, conseiller régional, conseiller général, directeur général de la SNCF, maire de la commune de 1947 à 1977.

### Héraldique, logotype et devise
| Blason de Provenchères-et-Colroy | Blason  | Parti : au 1er coupé au I d'argent à une tête d'ours de sable, lampassée de gueules, au II fascé contre-fascé d'or et d'azur de trois pièces, au 2d de sinople à deux sapins d'argent accompagnés au point du chef d'une abeille d'or. Ornements extérieursCroix de guerre 1914-1918 Croix de guerre 1939-1945 |
| Blason de Provenchères-et-Colroy | Détails | Combinaison des armes des anciennes communes de Provenchères-sur-Fave et Colroy-la-Grande, qui fusionnèrent le 1er janvier 2016 pour former Provenchères-et-Colroy. Le statut officiel du blason reste à déterminer.                                                                                           |